# Полярний вовк
Полярний вовк (лат. Canis lupus tundrarum) — підвид вовка зі світлим забарвленням. Мешкає на всій території Арктики і в тундрі, за винятком морського льоду і великих територій покритих льодом.
Полярний вовк мешкає на великих просторах полярних регіонів, взимку в умовах полярної ночі. Щоб вижити, вовк пристосувався їсти будь-який корм. Він добре пристосований до життя в Арктиці: може роками жити при від'ємній температурі, місяцями не бачити сонячного світла й тижнями залишатися без їжі.
Полярний вовк досі мешкає на всій території, історично доступній його виду. Причиною тому є слабка конкуренція з людиною.
Довжина без хвоста: 130—150 см. Висота в холці: 80—93 см. Маса: до 85 кг, самиці менша. Тривалість життя: близько 17 років. Споріднені підвиди: вовк євразійський і вовк японський.
Полярні вовки населяють одну з найбезплідніших територій Землі. У квітні температура дуже рідко піднімається вище −30 °C. Постійний вітер стає причиною того, що температура відчувається значно нижчою. Промерзла земля дозволяє вижити тільки рослинам з дуже коротким корінням. До життя в таких умовах можуть пристосуватися тільки деякі ссавці.
Найчисленніша група тварин, що мешкають у цих краях — це лемінги і полярні зайці. Однак для того, щоб вижити, зграї вовків іноді необхідна й більша здобич. Такою можуть бути вівцебик і північні олені. У пошуках їжі вовча зграя може обходити райони площею до 2000 км2. Ареали вовчих популяцій зазнають сезонних змін, пов'язаних з міграцією видів, що є об'єктами полювання.

## Їжа та полювання
На відкритих просторах Арктики складно знайти укриття для несподіваного нападу на жертву. Коли зграя вовків наздоганяє вівцебиків, ті зазвичай уже встигають зайняти кругову оборону. В такому разі вовки не можуть пробитися крізь загороду з рогів і копит. Тому хижакам залишається тільки чекати, випробовуючи терпіння вівцебиків, коли їхні нерви не витримають напруги й коло розімкнеться. Іноді, бігаючи навколо них, вовкам вдається змусити вівцебиків змінити розташування так, щоб ті не могли бачити нападників.
Ця тактика вовкам не завжди допомагає, але, в разі успіху, вівцебики не витримують і розбігаються. Вовки негайно ж прямують за ними й намагаються відбити від стада молодих або слабких тварин. Як тільки вовк наздоганяє і хапає свою жертву, інші поспішають до нього на допомогу й разом валять її на землю.
Тільки кожне десяте полювання зграї буває успішним. Іноді вовки протягом багатьох днів залишаються без їжі, проте потім з'їдають до 10 кг м'яса за раз. Нерегулярність харчування призводить до того, що іноді вовк, наприклад, за раз з'їдає полярного зайця зі шкурою, шерстю і кістками.

## Соціальна поведінка
Полярні вовки живуть зграями по 7—25 особин. Найчастіше зустрічаються сімейні зграї, які складаються з батьків, їхніх дитинчат і особин з попередніх поколінь. Зграю зазвичай очолює ватажок, а його самиця займає в зграї подібне положення. Решта зграї підпорядковується їм і утворює свою власну ієрархію. Однак на полюванні, під час годування і виховання дитинчат усі дорослі тварини надають одне одному допомогу. Часто один або два молодих вовків доглядають за дитинчатами, коли їхня мати йде на полювання.
Ієрархічні стосунки всередині зграї здійснюються за допомогою складної мови, що складається з рухів, гавкоту й гарчання. Вовки, що домінують у зграї, вимагають від підлеглих беззаперечної покори, ті в свою чергу, демонструючи відданість, принижено притискаються до землі або лягають на спину. Серйозні, криваві зіткнення між вовками відбуваються рідко.
Вовки виттям сповіщають інші зграї про свою присутність, таким чином вони мітять територію і намагаються уникати зустрічі, яка призвела б до сутички. Вовки-одинаки — це переважно молоді тварини, які залишили свою зграю і вирушили на пошуки окремої ділянки. Коли такий вовк знаходить незайняту територію, він позначає її за допомогою сечових точок або випорожнень у певних добре помітних місцях, заявляючи на неї свої права.

## Розмноження
- Статеве дозрівання: самці від 3 років, самиці — від 2 років.
- Період спарювання: березень.
- Вагітність: від 61 до 63 діб.
- Кількість дитинчат: 1—5.

Восени і взимку зграя мігрує, але після шлюбного періоду вагітна вовчиця залишає її, щоб знайти собі лігво. Іноді вовчиця сама викопує лігво, але взимку, коли земля дуже промерзає, вона приносить потомство в старому лігві або в скельній ущелині. Дитинчата народжуються сліпими, з закритими вушними отворами й абсолютно безпорадними. Вони повністю залежать від матері. Приблизно через місяць вовченята вже можуть їсти напівперетравлене м'ясо, відригнуте самцем, який весь цей час приносить вовчиці й вовченятам їжу. Якщо їжі досить багато, то молоді вовки від початку літа стають повноправними членами зграї і мігрують разом з дорослими особинами.

## Цікаві факти
За однією з версій, полярний вовк є предком одомашненої аборигенної самоїдської собаки.

## Нумізматика
4 серпня 2020 року Центральний банк Росії випустив в обіг пам'ятні срібні (номіналами 3, 25 і 100 рублів) і золоті (номіналами 50, 100 і 10 000 рублів) монети «Полярний вовк» із серії «Збережемо наш світ».